# Carles Gil
Carles Gil de Pareja Vicent (ur. 22 listopada 1992 w Walencji) – hiszpański piłkarz, grający na pozycji pomocnika. Zawodnik New England Revolution.

## Kariera klubowa

### Valencia
Carles Gil jest przykładem zawodnika ukształtowanego przez system szkolenia akademii Valencii. Urodzony w stolicy Lewantu 22 listopada 1992, zawodnik przeszedł przez wszystkie szczeble piłkarskiej szkółki. W 2012 roku klub zdecydował się jednak wypożyczyć młodego hiszpana do innego lokalnego klubu – Elche CF. Gdy Gil przychodził do zespołu Los Franjiverdes, ten swoje mecze rozgrywał w Segunda División i walczył o awans do najwyższej klasy rozgrywkowej. Jak się później okazało, kluczową rolę w realizacji marzeń Elche odegrał między innymi właśnie Carles występując w 31 meczach, strzelając 4 bramki. Po awansie do Primera División Elche nie zapomniało o osiągnięciach młodego pomocnika i po raz kolejny zawalczyło o wypożyczenie młodego Carlesa. W międzyczasie, bo 9 września, pomocnik zadebiutował w kadrze Hiszpanii U-21. Zaś cały sezon 2012/13 Carles znowu spędził w klubie Elche, ponownie udowadniając swoją jakość i zaliczając udane rozgrywki. Swój pierwszy występ w Valencii pomocnik zaliczył 29 sierpnia w wygranym 3:0 spotkaniu z Malagą wbiegając na 16 minut meczu. Swojego pierwszego gola w barach Valencii zdobył 28 września 2014 w meczu przeciwko Realowi Sociedad. Gol Gila zapewnił podział punktów pomiędzy obiema drużynami.

### Aston Villa
13 stycznia 2015 przeniósł się do Aston Villi, zespołu występującego w angielskiej Premier League. Klubem z Villa Park związał się 4,5 letnim kontraktem.